# Montetinea montana
Montetinea montana är en fjärilsart som beskrevs av Petersen 1957. Montetinea montana ingår i släktet Montetinea och familjen äkta malar.
Artens utbredningsområde är Schweiz. Inga underarter finns listade i Catalogue of Life.